# Liste der Bischöfe von Cartagena
Die folgenden Personen waren Bischöfe und Erzbischöfe von Cartagena (Spanien):
- Hektor 516
- Celsino 546
- Liciniano 582
- Vincencio 603–610
- Vigitino 633–646
- Giberio 654–664
- Múmulo 675
- Juan I. 675
- Proculo 677–688
- Juan II. 988

- Pedro Gallego OFM 1250–1267
- García Martínez 1270–1278
- Diego Martínez Magaz 1278–1300
- Martín Martínez Noloaquisino 1301–1311
- Juan Muñoz Gómez de Hinojosa 1311–1326
- Pedro Barroso 1326–1327
- Pedro Peñaranda 1327–1349
- Alfonso de Vargas 1349–1362
- Nicolás de Aguilar 1361–1370
- Guillén Gumiel 1372–1383
- Fernando de Pedrosa 1383–1402
- Paulus de Santa Maria 1403–1415
- Diego de Bedá OFM 1415–1422
- Guterio Gómez 1422–1446
- Diego de Comontes 1446–1458
- Lope de Rivas 1459–1478
- Rodrigo de Borja 1482–1492
- Bernardino López de Carvajal 1493–1495
- Juan de Medina 1495–1502
- Juan Daza 1502–1505
- Juan Fernández Velasco 4. November 1505 bis 22. Dezember 1505 (auch Bischof von Calahorra y La Calzada)
- Martín Fernández de Angulo Saavedra y Luna 1508–1510 (auch Bischof von Córdoba)
- Matthäus Lang von Wellenburg 1510–1540 (auch Koadjutorbischof von Salzburg)
- Juan Martínez Silíceo 1541–1546 (auch Erzbischof von Toledo)
- Esteban de Almeida 1546–1563
- Gonzalo Arias Gallego 1565–1575
- Gómez Zapata 1576–1582 (auch Bischof von Cuenca)
- Jerónimo Manrique de Lara 1583–1591 (auch Bischof von Avila, Haus Manrique de Lara)
- Sancho Dávila Toledo 1591–1600 (auch Bischof von Jaca)
- Juan Zúñiga 1600–1602
- Alfonso Coloma Sa 1603–1606
- Francisco Martínez de Cenicero 1607–1615 (auch Bischof von Jaén)
- Francisco González Zárate de Gomarra 1615–1616 (auch Bischof von Avila)
- Alfonso Márquez de Prado 1616–1618 (auch Bischof von Segovia)
- Antonio Trejo de Sande OFM 1618–1636
- Francisco de Manso Zuñiga y Sola 1637–1640 (auch Bischof von Burgos)
  - Cristóbal Pérez Lazarraga y Maneli Viana OCist 1640–1649
- Mendo de Benavides 1640–1644
- Juan Vélez de Valdivielso 1645–1648
- Diego Martínez Zarzosa 1649–1656 (auch Bischof von Málaga)
- Andrés Bravo 1656–1662
- Juan Bravo de Secadura 1662–1663
- Mateo de Sagade (Lazo de) Bugueiro 1664–1672
- Francisco de Rojas Borja 1673–1684
- Antonio Medina Cachon y Ponce de Leon 1685–1694
- Francisco Joaniz de Echalaz 16. Mai 1695 bis 17. November 1695
- Francisco Fernández de Angulo 1696–1704
- Luis Belluga Moncada 1705–1724
- Tomás José Ruiz de Montes 1724–1741
- Juan Mateo López Sáenz CRM 1742–1752
- Diego Rojas Contreras 1753–1772
- Manuel Rubín Celis 1773–1784
- Manuel Felipe Miralles 1785–1788
- Victoriano López Gonzalo 1789–1805
  - Agustín del Campo Rivera 1805–1806 (Kapitularvikar)
- José Jiménez Sánchez 1806–1820
  - Mariano García Zamora 1820–1821 (Kapitularvikar)
- Antonio Posada Rubín de Celis 1821–1825
- Hipólito Antonio Sánchez Rangel de Fayas OFM 1824–1824 (auch Bischof von Lugo)
- José Antonio Azpeitia de y Sáenz de Santamaria 1824–1840
  - Anacleto Meoro Sánchez 1840–1847 (Kapitularvikar)
- Mariano Benito Barrio Fernández 1847–1860 (auch Erzbischof von Valencia)
  - Jerónimo Torres Casanova 1860–1861 (Kapitularvikar)
- Francisco Landeira Sevilla 1861–1875
  - Andrés Barrio Roldán 1875–1876 (Kapitularvikar) (1. Mal)
- Diego Mariano Alguacil Rodríguez 1876–1884
  - Andrés Barrio Roldán 1884–1885 (Kapitularvikar) (2. Mal)
- Tomás Bryan y Livermore 1885–1902
  - Juan Gallardo Jiménez 1902–1903 (Kapitularvikar)
- Vicente Alonso y Salgado SchP 1903–1930
  - Antonio Álvarez Caparrós 1931–1935 (Kapitularvikar)
- Miguel de los Santos Díaz y Gómara 1935–1949
  - José García Goldáraz 1949–1950 (Apostolischer Administrator)
- Ramón Sanahuja y Marcé 1950–1969
- Miguel Roca Cabanellas 1969–1978 (auch Erzbischof von Valencia)
- Javier Azagra Labiano 1978–1998
  - Antonio Cañizares Llovera 1998 (Apostolischer Administrator)
- Manuel Ureña Pastor 1998–2005 (auch Erzbischof von Saragossa)
- Juan Antonio Reig Plà 2005–2009
- José Manuel Lorca Planes seit 2009